# 上海社会科学院出版社
上海社会科学院出版社，是一所中华人民共和国出版社，位于上海市淮海中路622弄7号。

## 概述
1982年9月，上海社会科学院出版社成立，主要负责出版上海社会科学院的研究成果、学术专著及科研参考图书、资料等。内部机构有社长室、总编办公室、第一编辑室、第二编辑室、第三编辑室、第四编辑室、美编室、行政办公室、出版科、发行科等。